# Fireboy DML
Fireboy DML, pseudonimo di Adedamola Oyinlola Adefolahan (Abeokuta, 5 febbraio 1996), è un cantante nigeriano.

## Biografia
Cresciuto a Abeokuta, ha iniziato a provare un interesse per la musica mentre frequentava l'Obafemi Awolowo University.
Il suo album in studio d'esordio Laughter, Tears & Goosebumps, presentato nel 2019, contiene Jealous, candidato per un Headies alla canzone dell'anno. Una tournée a supporto del secondo LP Apollo, messo in commercio nel 2020, è costituita da oltre dieci date svolte negli Stati Uniti d'America durante il mese di febbraio 2022.
Nel 2021 ha fatto il suo debutto televisivo statunitense eseguendo un medley dei suoi brani al Tonight Show di Jimmy Fallon e ha registrato il singolo Peru, che ha guadagnato una nomination per l'NAACP Image Award alla miglior canzone internazionale e una versione alternativa in collaborazione con Ed Sheeran, la quale ha scalato l'Official Singles Chart fino al 2º posto ed è stata certificata doppio platino dalla British Phonographic Industry. Si tratta di uno degli estratti di Playboy, terzo LP.
Nell'agosto 2024 è avvenuta la pubblicazione di un nuovo disco di inediti, intitolato Adedamola.

## Discografia

### Album in studio
- 2019 – Laughter, Tears & Goosebumps
- 2020 – Apollo
- 2022 – Playboy
- 2024 – Adedamola

### Singoli
- 2018 – Star
- 2019 – Jealous
- 2019 – What If I Say
- 2019 – King
- 2020 – Sing (con Oxlade)
- 2020 – New York City Girl
- 2020 – Eli
- 2020 – Sere (con Spinall)
- 2021 – Peru (solo o con Ed Sheeran)
- 2022 – Beauty & the Madness (con Rexx Life Raj e Wale)
- 2022 – Bandana (con Asake)
- 2022 – Playboy
- 2023 – Someone
- 2023 – Yawa
- 2023 – Me and My Guitar (con Jax Jones)
- 2023 – Oh My
- 2023 – Outside/Obaa sima
- 2024 – Dealer (con Ayo Maff)
- 2024 – Everyday
- 2024 – Hell and Back
- 2024 – Heavy Heart (con Loco Dice e Skrillex)
- 2025 – So It Goes (con Black Sherif)

### Collaborazioni
- 2022 – Mala (Adelén feat. Fireboy DML)